# Anpassungsgeld
Das Anpassungsgeld (APG) ist eine Leistung des Bundesamtes für Wirtschaft und Ausfuhrkontrolle (BAFA) für Arbeitnehmer im Steinkohlenbergbau. Anspruchsberechtigt sind ältere Arbeitnehmer, die aufgrund einer durch das Bundesministerium für Wirtschaft und Technologie genehmigten Schließungs- bzw. Rationalisierungsmaßnahme entlassen werden.
Oftmals wird davon gesprochen, dass Arbeitnehmer in die Anpassung geschickt werden.
Im Zusammenhang mit dem Kohleausstieg in Deutschland wird das Anpassungsgeld nach dem Kohleverstromungsbeendigungsgesetz ab 2020 auch für Arbeitnehmer im Braunkohlebergbau sowie in der Kohleverstromung gezahlt.

## Anspruchsdauer
Das APG wird monatlich für maximal fünf Jahre gezahlt; maximal jedoch bis zum Erreichen der Altersgrenze um eine Versorgung aus der knappschaftlichen Rentenversicherung zu erhalten.

## Besonderheiten
Das Anpassungsgeld (APG) wird über das bisherige Unternehmen beim BAFA beantragt. Dieses reicht die Anträge gemäß einem Auftragsgeschäft an die Deutsche Rentenversicherung Knappschaft-Bahn-See weiter, die die genaue Höhe des APG ermittelt und dem BAFA mitteilt. Auch wenn das APG durch die Deutsche Rentenversicherung Knappschaft-Bahn-See berechnet wird, handelt es sich hierbei nicht um eine Rentenleistung nach dem SGB VI, sondern um eine eigenständige Versorgung gemäß den „Richtlinien über die Gewährung von Anpassungsgeld an Arbeitnehmer des Steinkohlebergbaus“.

Wichtig für die Empfänger von Anpassungsgeld ist, dass diese Leistung nach §3 Ziffer 60 EStG ein steuerfreier Bezug ist und vom Finanzamt nicht steuerlich berücksichtigt werden darf: 

„Steuerfrei sind
60. Leistungen aus öffentlichen Mitteln an Arbeitnehmer des Steinkohlen-, Pechkohlen- und Erzbergbaues, des Braunkohlentiefbaues und der Eisen- und Stahlindustrie aus Anlass von Stilllegungs-, Einschränkungs-, Umstellungs- oder Rationalisierungsmaßnahmen;“